# خرم شهر (برنامه تلویزیونی)
خرم شهر یک برنامه تلویزیونی است که در ماه رمضان ۱۳۹۹، هر روز ساعت ۱۹، از شبکهٔ سلامت ایران به نمایش درآمد. این برنامه با کارگردانی تلویزیونی عمار باستانفرد و اجرای محمدحسین امیدی روی آنتن رفت. در معرفی این برنامه آمده‌است: «خرم‌شهر؛ روایت‌گر قصه آدم‌هایی که شاید آنها را بشناسید.»

## قالب برنامه
این برنامه به صورت یک گفتگوی روایی روی آنتن می‌رود. هر قسمت از برنامه خرم‌شهر دو دسته مهمان دارد. مهمان اول، یک چهره شناخته‌شده از جمع بازیگران، ورزشکاران یا اهالی سیاست و فرهنگ است. در بخش ابتدایی مجری و مهمان گپ و گفتی از شرایط روز جامعه و فعالیت‌های مهمان در روزهای کرونا می‌زند و سپس او را به بخشی با نام جزیره خیال برده و او را در موقعیت‌هایی داستانی قرار می‌دهد و واکنش میهمان را جویا می‌شود.
در ادامه، مهمان اجتماعی به این جمع اضافه می‌شود و گام‌به‌گام از اتفاقات خاصی می‌گوید که در زندگی‌اش رخ داده‌است. مخاطبان با ایجاد یک تعلیق داستانی، به تدریج متوجه شباهت رویدادهای فرضی در «جزیره خیال» با اتفاقات شگفت‌انگیز زندگی مهمان ناشناخته برنامه می‌شوند. به این ترتیب از واقعی که در گفتگوی اولیه به‌عنوان موقعیت خیالی و دور از ذهن شناخته می‌شد، رونمایی می‌شود.

## موسیقی تیتراژ
تیتراژ ابتدایی این برنامه را مصطفی پاشایی بر اساس ملودی از برادرش مرتضی پاشایی خواند. حمید عابدی تیتراژ میانی این برنامه را خواند و تیتراژ پایانی، مناجاتی با صدای محمدحسین پویانفر، بر اساس شعری از ابوسعید ابوالخیر و دعای ماه رمضان است.

## نقدها
روزنامه صبح نو در گزارشی اقدام شبکه سلامت سیما برای ساخت برنامه ویژه افطار مثبت قلمداد کرد و برنامه خرم‌شهر را سنت‌شکن، خلاق در اجرا، و دارای جذابی و قصه‌گویی دراماتیک قلمداد کرد که تاحدی از کلیشه‌های برنامه‌سازی رمضانی فاصله گرفته و در فضای مجازی مورد توجه قرار گرفته‌است.
روزنامه جام‌جم با اختصاص یک صفحه خود به این برنامه، خرم‌شهر را مخاطب‌پسند عنوان کرد و آیتم‌ها دردودل مشاغل صدمه دیده در دوره کرونا با خداوند که در ابتدای هر قسمت از برنامه خرم شهر پخش می شد را مورد اقبال دانست. از سوی دیگر خبرگزاری میزان وابسته به قوه قضائیه، این برنامه را روایتگر امید دانست و نوع پرداخت متفاوت به سوژه‌ها را نقطه قوت آن دانست.
روزنامه خراسان در گزارشی انتقادی، برنامه خرم‌شهر را از لحاظ فرم اجرایی، شبیه به برنامه اختیاریه دانست و اصل تولید چنین برنامه‌ای در شبکه سلامت را غیرمفید ارزیابی کرد.
روزنامه هفت صبح نیز در گزارشی که به بررسی وضعیت برنامه‌های رمضانی تلویزیون از جمله خرم‌شهر پرداخت، آنها را تقلب از روی دست ماه‌عسل قلمداد کرد. با این حال خبرگزاری آنا در گزارشی از پشت‌صحنه این برنامه نوشت: «اگر چه در نگاه اول و بدون دیدن برنامه این گمانه شکل می‌گیرد که «خرم‌شهر» شبیه سایر ویژه‌برنامه‌های افطار در شبکه‌های دیگر سیما است اما آنچه در برنامه رخ می‌دهد از حیث محتوا و شکل و بیان روایت‌ها تفاوت‌های عمده‌ای با این‌گونه برنامه‌ها دارد.»
سرویس هنر و رسانه خبرگزاری فارس هم خرم‌شهر را برنامه‌ای می‌دانست که علیرغم پخش از شبکه سلامت سیما توانست در همان مدت کوتاه مخاطبانی را با خود همراه کند. این خبرگزاری نوشته‌است: «با اینکه این برنامه شباهتی با برنامه‌های قصه محور سیما دارد اما تلاش آن برای ایجاد تفاوت‌هایی در فرم محتوایی کاملاً مشهود بود. از دعوت چهره‌های هنری در راستای موضوع برنامه گرفته تا مهمان‌هایی صرفاً اجتماعی و تولید مستندهایی دربارهٔ کادر درمان و جهادگران و…»
سایت خبری جهان نیوز هم در گزارشی به سوژه‌یابی این برنامه اشاره کرد و نوع داستان‌پزداری آن را الگویی برای فیلم‌سازی در حوزه دفاع مقدس معرفی کرد. روزنامه رسالت نیز ضمن انجام گفتگو با تهیه‌کننده و مجری این برنامه علت اقبال به خرم‌شهر را سوژه‌های آن دانست و نوشت: «به دلیل جذابیت سوژه‌هایی که به خرم‌شهر آمدند، بخش‌های متعددی از آن در فضای مجازی نیز دست‌به‌دست شد و مورد اقبال عمومی قرار گرفت.»

## حواشی
در بیست‌وپنجمین قسمت از این برنامه، اولین دیدار احمد نوروزی قهرمان دوومیدانی پیونداعضای ایران، که دریافت کننده سلول‌های پیوندی است با خانم سمیرا حاتمی، کسی که به او خون خود را اهدا کرده بود، بسیار جالب توجه بود.
اظهارات کیانوش جهانپور در دهمین قسمت از خرم‌شهر دربارهٔ احتمال تعطیلی راهپیمایی اربعین باعث ایجاد واکنش‌های مثبت و منفی شد. از سوی دیگر اظهارات رؤیا میرعلمی دربارهٔ رفتار هنرمندانی که به دنبال عدم اجرای حکم قصاص هستند هم حاشیه ساز شد و واکنش فعالان حقوق بشری خارج از ایران را به دنبال داشت.
عذرخواهی امین زندگانی در آنتن زنده برای ایجاد چالش رقص نیز از لحظاتی بود که حاشیه‌ساز شد.

## میهمانان
|              | میهمانان و موضوعات                                                   | میهمانان و موضوعات | میهمانان و موضوعات                                                                                   |
| ------------ | -------------------------------------------------------------------- | --- | --- |
| شماره برنامه | میهمان ویژه                                                          | میهمان اجتماعی | موضوع برنامه                                                                                         |
| ۱            | مرتضی حیدری                                                          | اعظم حقیقت و علیرضا قورچی                                                                                                 | زندگی عاشقانه یک زوج کم‌بینا که قهرمان شطرنج هستند.                                                   |
| ۲            | ایرج حریرچی                                                          | علیرضا نجفی‌زاده و ثریا اشرفی                                                                                              | یک زوج دیالیزی که ماجرای آشنایی، ازدواج و عشق خود را در یک کتاب چاپ کرده‌اند.                         |
| ۳            | محسن هاشمی رفسنجانی                                                  | بنت‌الهدی ابراهیمی و زهرا جعفری                                                                                            | دو زن، داوطلب شست‌وشوی اموات ناشی از کرونا شده‌اند.                                                    |
| ۴            | اصغر نقی‌زاده                                                         | علیرضا برخورداری | داستان زندگی جانبازی که ۲۰۰۰ ترکش در بدن خود دارد.                                                   |
| ۵            | علی شفیعی                                                            | مهران زند | جوانی که بر اثر تصادف دو پای خود را از دست و داده به والیبال نشسته روی آورده‌است.                     |
| ۶            | مهران رجبی و حسین یکتا                                               | علیرضا شارعی و کوثر عابدینی                                                                                               | یک زوج دهه هفتادی که مراسم عروسی خود را در کوره‌پزخانه‌های اطراف تهران، برگزار کردند.                  |
| ۷            | عباس جدیدی                                                           | علی بیات موحد و هلیا حصاری                                                                                                | بزرگداشت روز معلم و پیش‌بینی پایان کرونا به وسیله علم ریاضی                                           |
| ۸            | سوگل طهماسبی                                                         | عبدالمجید فنودی | داستان مواجهه رزمنده‌ای که بیش از ۹سال در اسارت بود با فرزندش.                                        |
| ۹            | امین زندگانی                                                         | محمدعلی صادقیان | طلبه‌ای که با همکاری مردم مشغول غسل دادن و تدفین اموات در شهر تبریز بود.                              |
| ۱۰           | شهرزاد کمال‌زاده                                                      | کیانوش جهانپور | روایتی از روزهای سختی که بر سخنگوی وزارت بهداشت گذشت؛ از مرگ پدر و برادر تا شیوع کرونا.              |
| ۱۱           | سیاوش طهمورث                                                         | خیام رحمانی | سربازی که با پول جمع شده برای خرید تلفن همراه، بسته معیشتی برای هم‌روستایی‌هایش خرید.                  |
| ۱۲           | آرش میراسماعیلی                                                      | محمود مظفر | امدادگری که ۳برادر خود را از دست داده و برای کمک به بحران‌های بین‌المللی اعزام شده‌است.                 |
| ۱۳           | مجید جلالی                                                           | داوود نظام اسلامی | جوانی که ۳ ماه پس از ازدواج، بر اثر انفجار مین مجروح شد و در حال حاضر آرزوی دیدن فرزندانش را دارد. . |
| ۱۴           | عباس قانع                                                            | امیرحسین جوادی | داستان بدشانسی دو جوان که یکی از آنها ورشکسته شده و دیگری نمی‌تواند ازدواج کند.                       |
| ۱۵           | هادی ساعی                                                            | محمدحسین کلهر | داستان تأسیس یک خیریه توسط یک دانشجو.                                                                |
| ۱۶           | غلامرضا صنعتگر و رضا صادقی                                           | ابراهیم آقایی‌زاده | ماجرای زندگی دستفروش گیلانی از ورشکستگی تا خوانندگی.                                                 |
| ۱۷           | آتش تقی‌پور                                                           | محمدعلی یکتانیک و حمید شریف‌زاده                                                                                           | هنرمندانی که در عرصه حفاظت از محیط زیست و مبارزه با کرونا فعال هستند.                                |
| ۱۸           | راحله امینیان                                                        | اباذری، فضل‌الله‌زاده و نواییان                                                                                             | داستان جوانان یک روستا که وصیت‌نامه مشترک نوشتند و به عملیات کربلای ۴ رفتند.                          |
| ۱۹           | مجید خسروانجم                                                        | مهرداد شهلایی | کوهنوردی که علی‌رغم ابتلا به بیماری MS به قله اورست صعود کرده‌است.                                     |
| ۲۰           | سیما خضرآبادی                                                        | علی اکبری و حبیب سعیدی | سختی‌های زندگی نیروهای عملیات ویژه اورژانس در روزگار کرونا.                                           |
| ۲۱           | محمد فیلی                                                            | سیدرضا سیدحسینی و رضا فاضلی‌دوست                                                                                           | هنرمندانی که در عرصه حفاظت از محیط زیست و مبارزه با کرونا فعال هستند.                                |
| ۲۲           | رضا ناصری                                                            | محمد فصولی | داستان سختی‌های زندگی یک مداح ایرانی-عراقی.                                                           |
| ۲۳           | کاوه خداشناس                                                         | رضا حاجی | جوانی که ۳ تن از افراد خانواده خود را بر اثر سرطان از دست داده‌است.                                   |
| ۲۴           | لاله صبوری                                                           | امیر استکی | رودرردو با امدادگر جمعیت هلال احمر که به سلطان احیا مشهور شده‌است.                                    |
| ۲۵           | سپیده خداوردی                                                        | احمد نوروزی و سمیرا حاتمی                                                                                                 | فرشته‌نجاتی که با پیوند سلول بنیادی، جان یک ورزشکار را نجات داد                                       |
| ۲۶           | رؤیا میرعلمی                                                         | رقیه هاشمی و بهرام خانی                                                                                                   | داستان اهدای عضو یک تازه‌عروس و قصاص داماد خانواده.                                                   |
| ۲۷           | فضه سادات حسینی                                                      | آیدا، ایلیا و آتیلا غضنفری                                                                                                | روایت دانشجویان ایران ساکن در ووهان چین، از کرونا و ایام قرنطینه                                     |
| ۲۸           | شبنم قلی خانی                                                        | جلال رضایی و سمیرا اسوار                                                                                                  | داستان رشد پله‌پله یک آبدارچی.                                                                        |
| ۲۹           | نسیم ادبی                                                            | راضیه فدایی و زینب سورچی                                                                                                  | زندگی و خاطرات راضیه فدایی؛ زنی که با یک جانباز ۷۰ درصد زدواج کرده بود.                              |
| ۳۰           | پوریا پورسرخ، امین زندگانی، مریم طوسی، فاتح نورایی، و کیانوش جهانپور | زهرا زارع، حدیثه زارع، حمیدرضا گودرزی، مریم طوسی (کارآفرین)، محمد نسیمی، امیرحسین جوادی، رضوانه فلسفی و ابراهیم آقایی‌زاده | ویژه نامه عیدانه                                                                                     |